# Elektromos autó

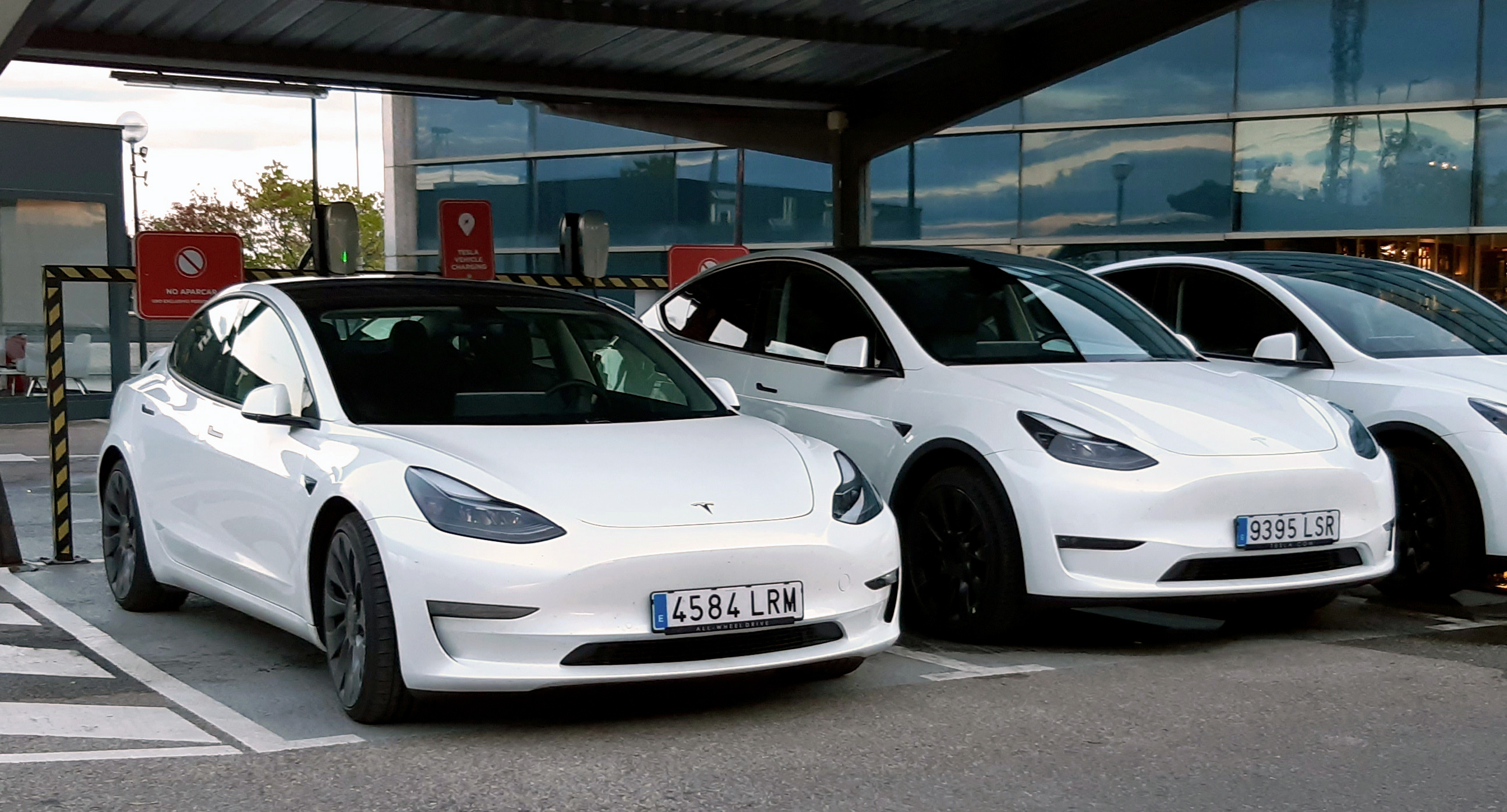
Két elektromos autótípus, a Tesla Model 3 (balra) és a Tesla Model Y (jobbra) egymás mellett

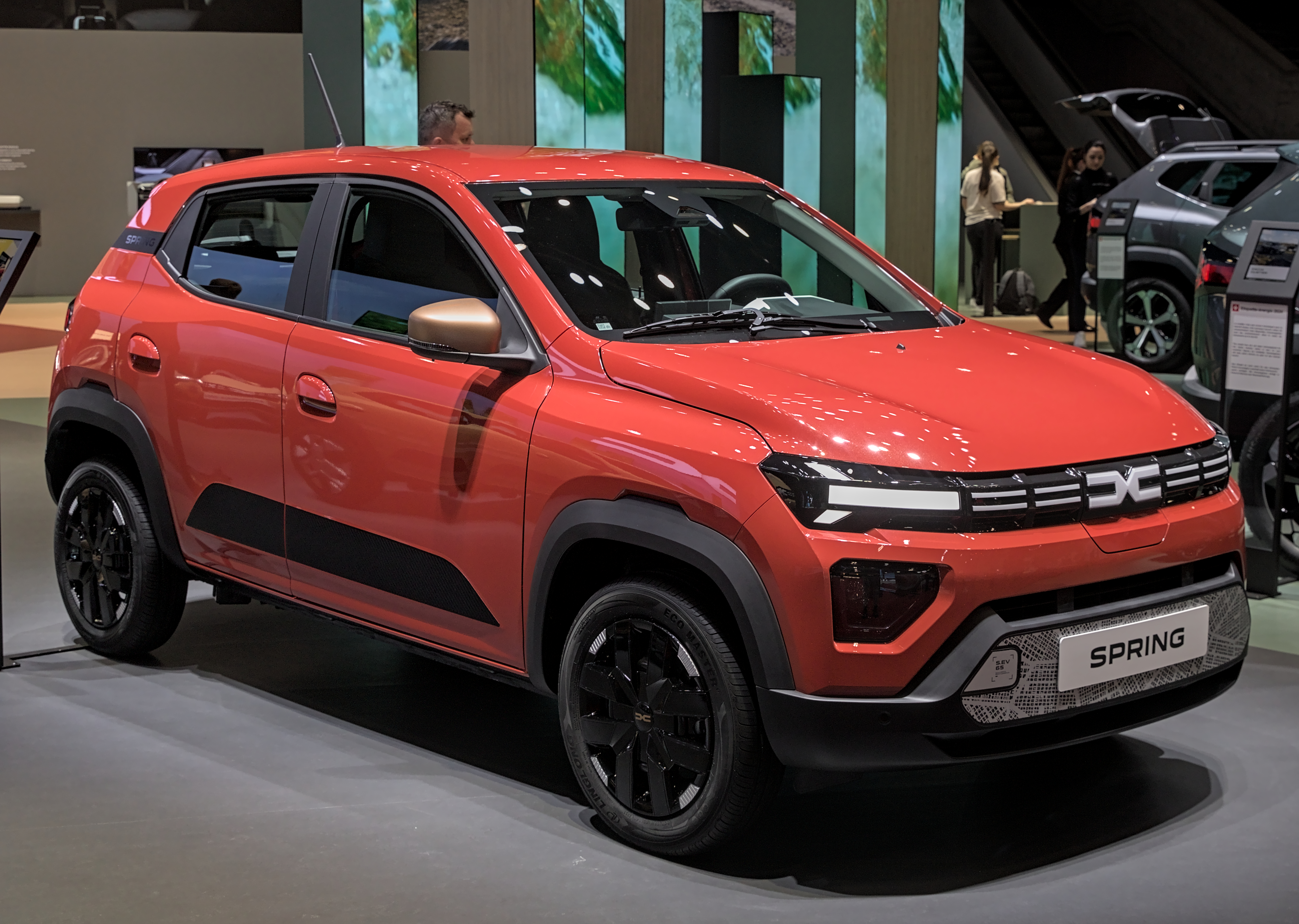
Európa egyik legolcsóbb elektromos autótípusa, a Dacia Spring

Az elektromos autó  (villanyautó) villanymotorral meghajtott autó. Az elektromos energiát leggyakrabban akkumulátorból nyeri, de egyes elektromos autók szuperkondenzátorban (korábban akár lendkerékben) tárolják azt. A belső égésű motoros járművekhez képest az elektromos autók csendesebbek, nincs kipufogógáz-kibocsátásuk, és a teljes életciklusuk alatt jóval alacsonyabb a károsanyag-kibocsátásuk.
Az elektromos autókat könnyebb vezetni, mint a benzines- és dízelautókat, nincs rázkódás menet közben, emellett több szempontból is biztonságosabbak: kisebb eséllyel gyulladnak ki, emellett az alacsonyan lévő súlypontnak köszönhetően a felborulás kockzata is kisebb a belső égésű motoros autókéhoz képest. Csendes működésük révén hozzájárulnak a városi zajszennyezés csökkentéséhez, ami javítja az ott lakók életminőségét. Az elektromos autók fenntartási költsége jelentősen alacsonyabb, mint a benzines- és dízelautóké, köszönhetően az alacsonyabb üzemanyag- és karbantartási költségeknek.
Az alacsonyabb karbantartási költségek okaként meg kell említeni, hogy az elektromos autóknál kisebb a meghibásodás lehetősége, emellett a villanyautóban nem szükséges a motorolaj és olajszűrő, a légszűrő, a benzin- vagy gázolajszűrő cseréje sem, valamint gyújtógyertya vagy izzítógyertya cseréje. Mindez összességében kevesebb munkát igényel a szervizek részéről. Mivel a villanyautók lassításkor és fékezéskor az energia-visszatáplálást részesítik előnyben, a hagyományos fékrendszer igénybevétele sokkal kisebb. Így a fékbetétek és a féktárcsák cseréje is csak sokkal ritkábban válik szükségessé. Az elektromos autók töltése többféleképpen is elvégezhető töltőpontokon; ezek a töltőpontok nem csak közterületekre, hanem házakba is telepíthetők, így az elektromos autókat akár otthon is lehet tölteni.
A Nemzetközi Energiaügynökség adatai szerint a 2023-ban világszinten eladott autók 18%-a elektromos, és az év végén több mint 28 millió elektromos autó közlekedett a világ útjain. Sok ország kormányzati ösztönzőket, adókedvezményeket vezetett be a hálózatról tölthető elektromos járművek számára annak érdekében, hogy elősegítsék az elektromos autók terjedését és a klímavédelmet. Ennek része lehet állami támogatás az elektromos autó vásárlásához, ÁFA-mentesség vagy ÁFA-kedvezmény, a regisztrációs adó és a gépjárműadó elengedése, kedvezőbb autópálya-használati díjak alkalmazása az elektromos autóknál, állami támogatás a töltőpontok telepítéséhez, emellett hogy csak elektromos autók kaphassanak új taxiengedélyt, hogy a nagycsaládosok autóvásárlási támogatását csak elektromos autókra lehessen igénybe venni, valamint egyéb nem pénzbeli ösztönzők, mint például hogy az autók közül csak az elektromos autók reklámozása legyen engedélyezett, hogy csak elektromos autókat lehessen hitelre vásárolni és lízingelni, illetve hogy minden benzinkútra kötelező legyen töltőpontot telepíteni elektromos autóknak. Emellett számos ország már törvényt hozott a fosszilis tüzelésű autók értékesítésének fokozatos megszüntetéséről, hogy csökkentsék a környezetszennyezés mértékét és hogy cselekedjenek a klímaválság leküzdéséért.
A Tesla Model 3 2020 elején a világ minden idők legnagyobb számban eladott elektromos autója lett, 2021 júniusában pedig az első elektromos autó, amely 1 milliós globális eladást ért el. A korábban legnagyobb számban eladott modellek közé tartozik a Mitsubishi i-MiEV és a Nissan Leaf.
Azokat az autókat, amelyek elektromos motort és más típusú motort is használnak, hibridautónak nevezzük, és nem tekintjük teljesen elektromos járműveknek. Az akkumulátorral ellátott hibridautók közül azokat, amelyek akkumulátorait hálózatról is fel lehet tölteni, plug-in hybridnek nevezzük.

## Története

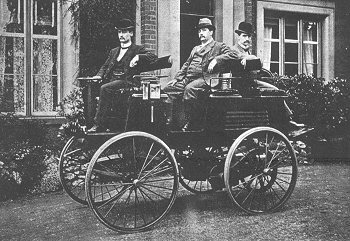
Thomas Parker (középen) egyik elektromos autója a Wolverhamptonhoz közeli Tettenhallban található otthona előtt, egy 1895 körüli fényképen

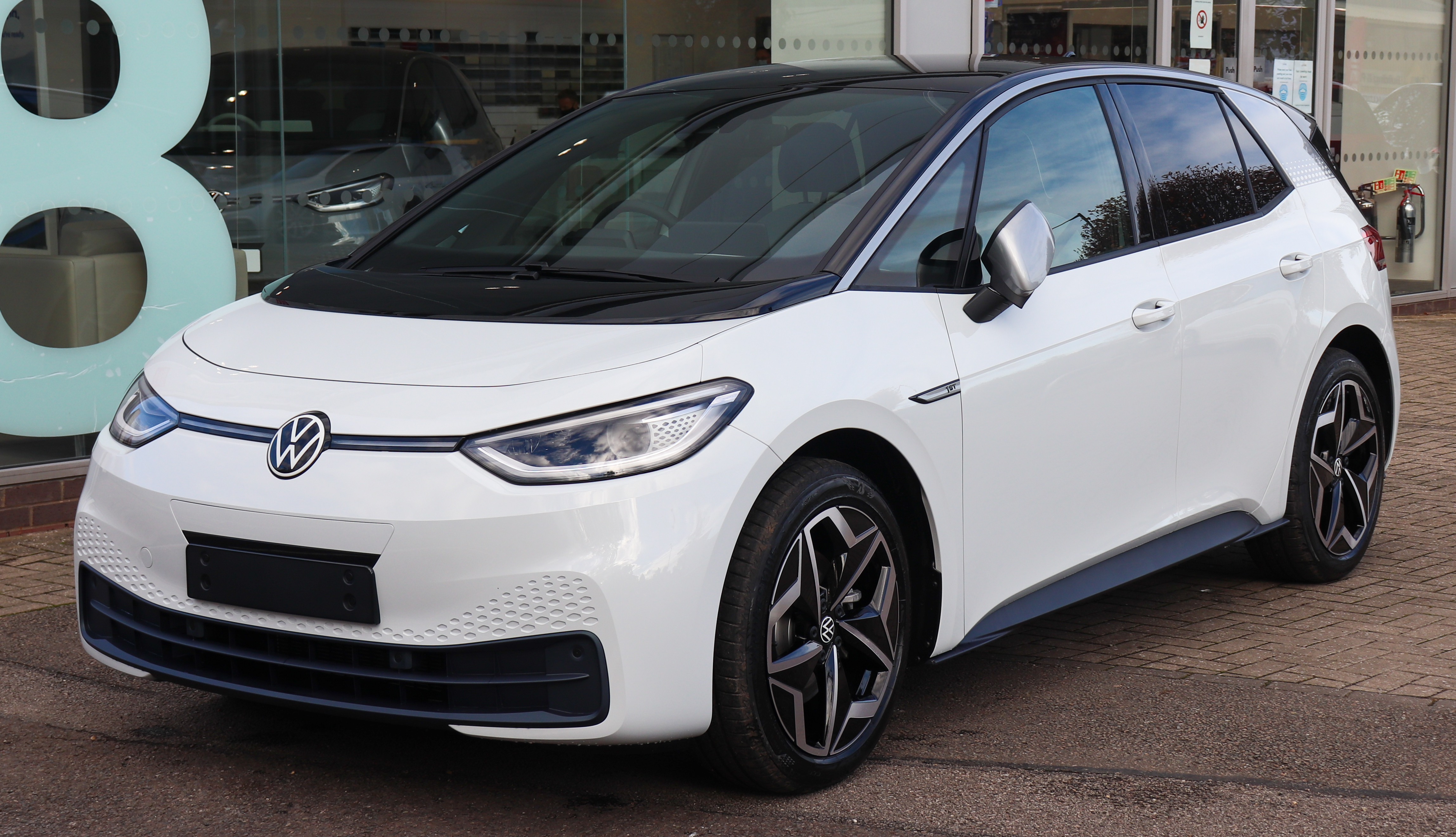
Volkswagen ID.3

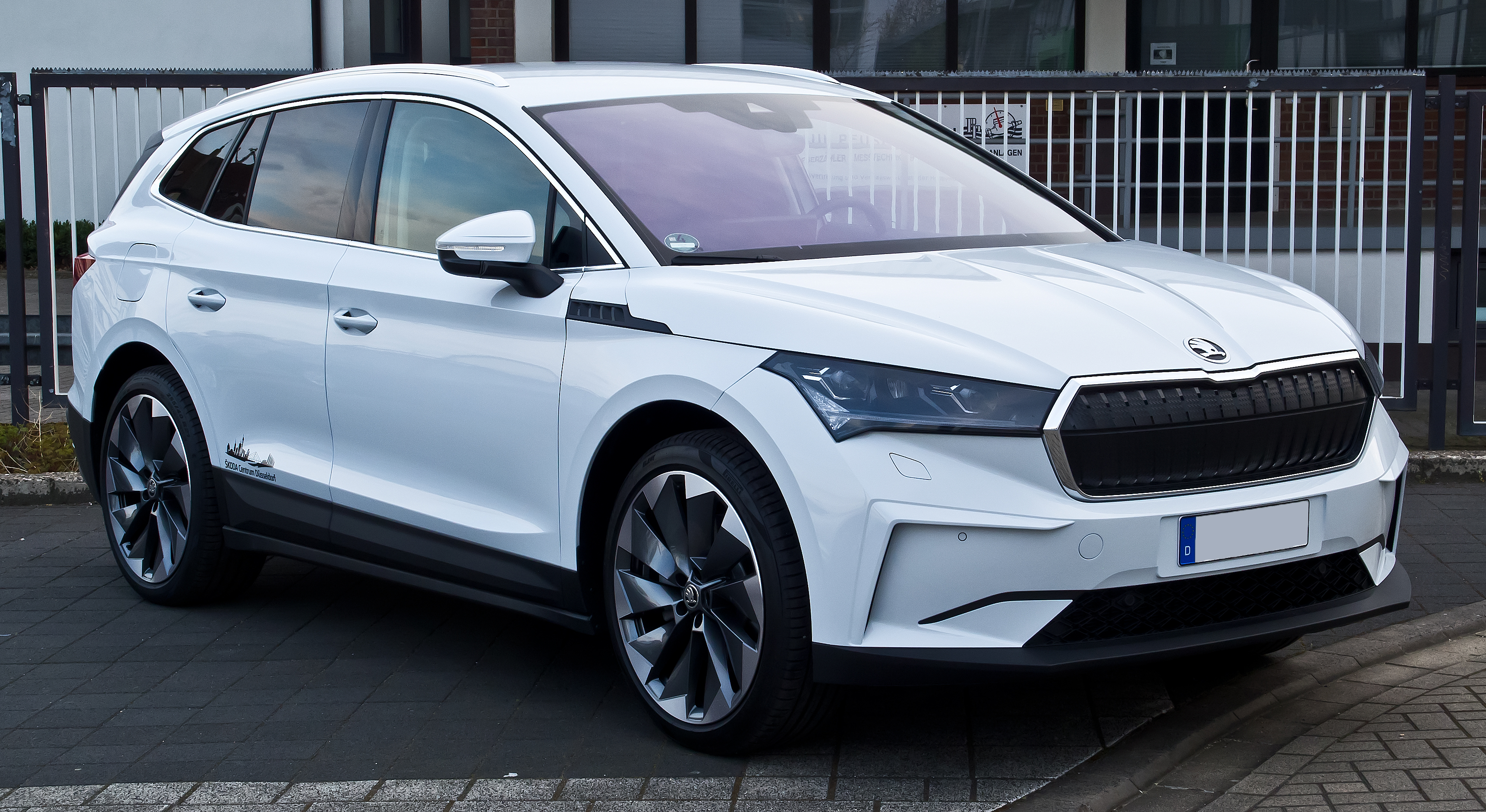
Škoda Enyaq iV

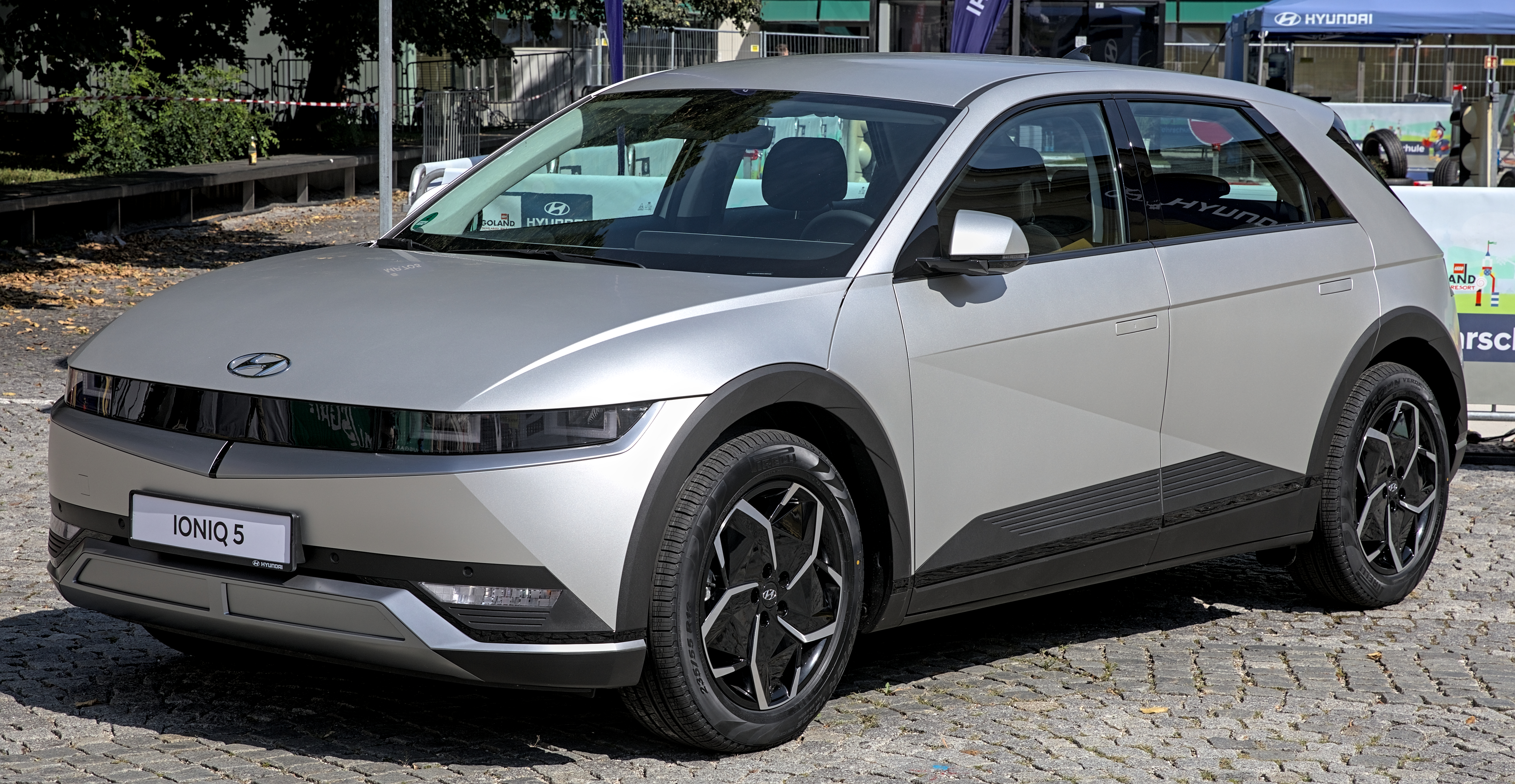
Hyundai Ioniq 5

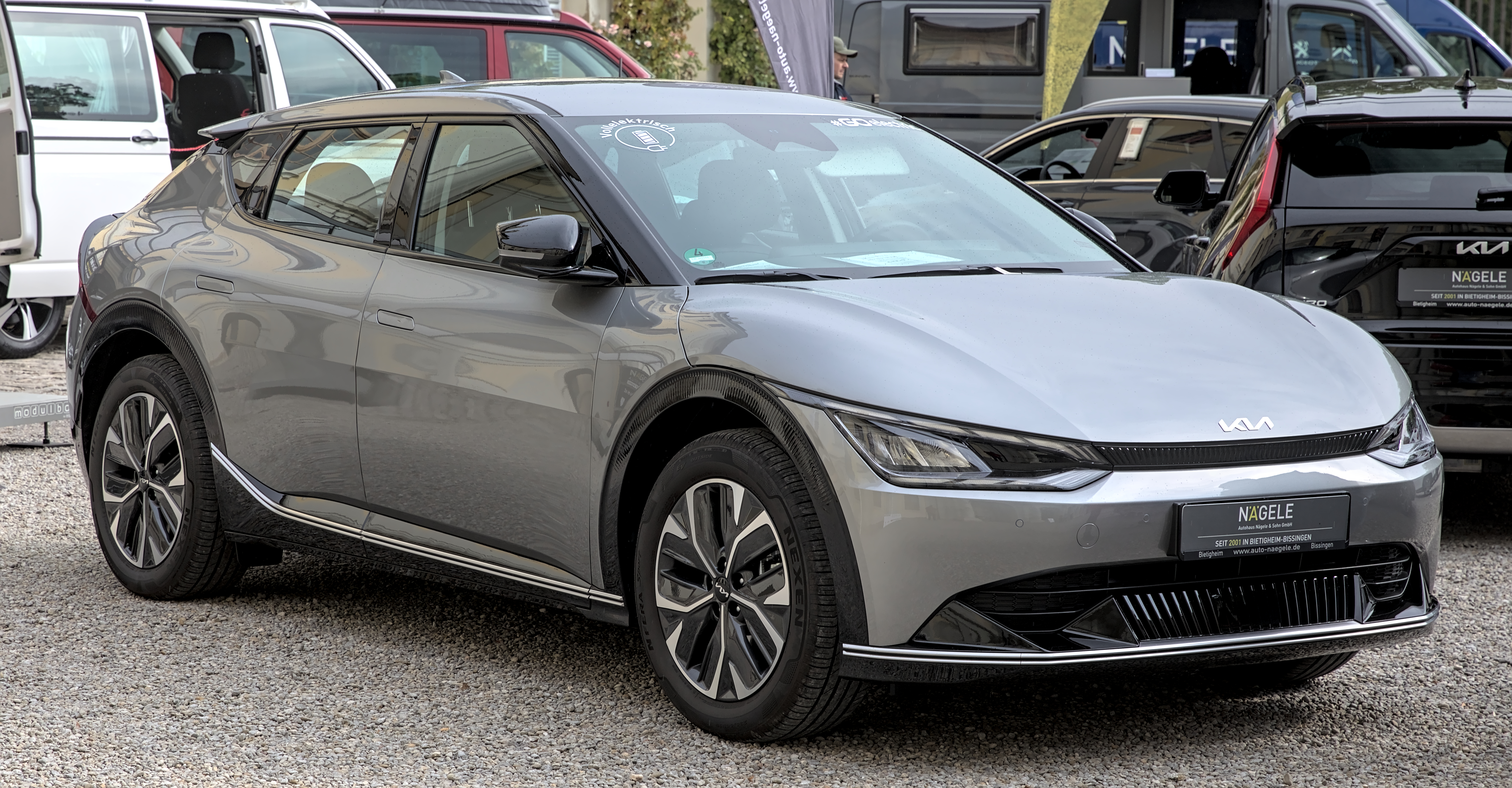
Kia EV6

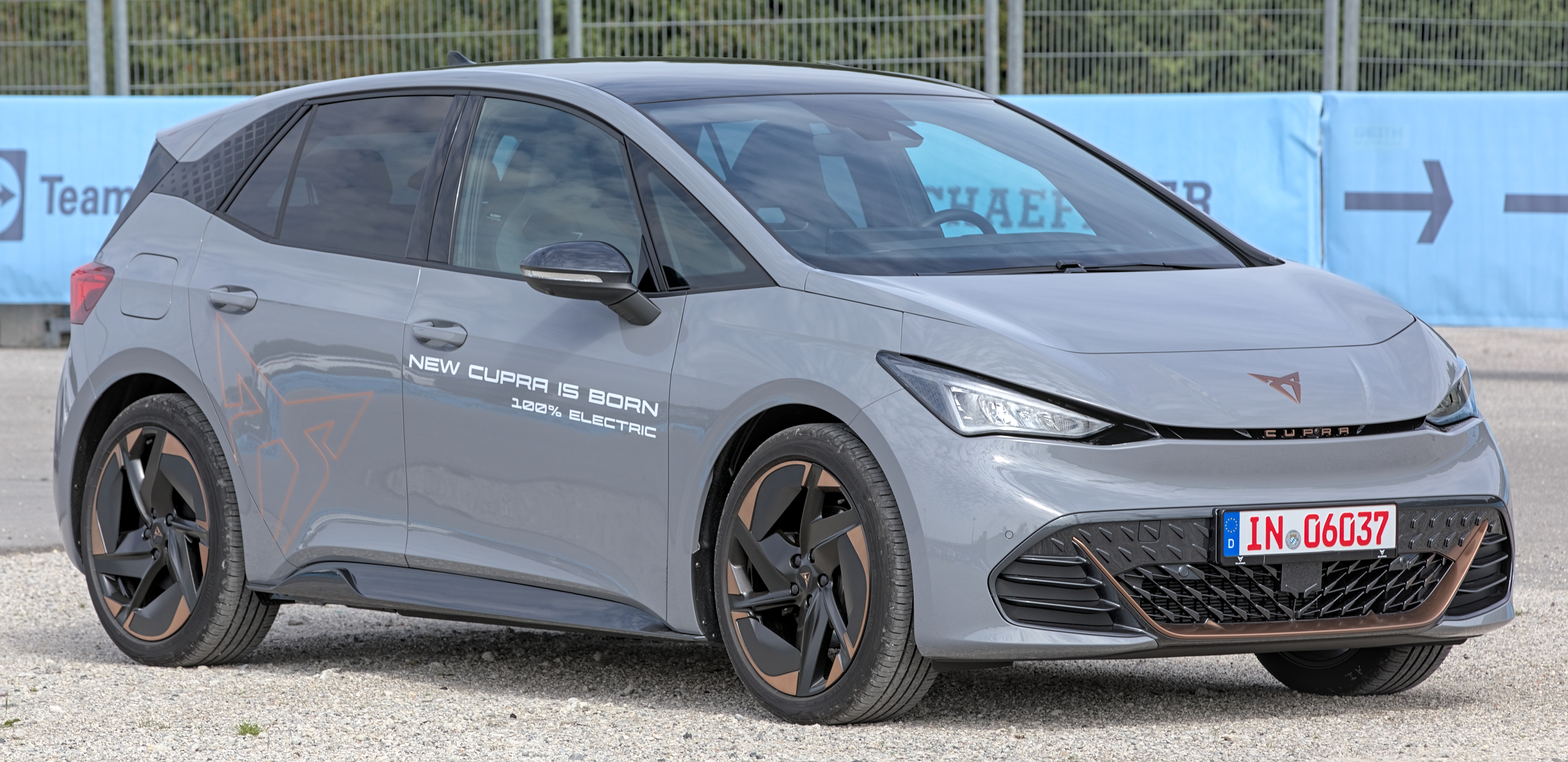
Cupra Born

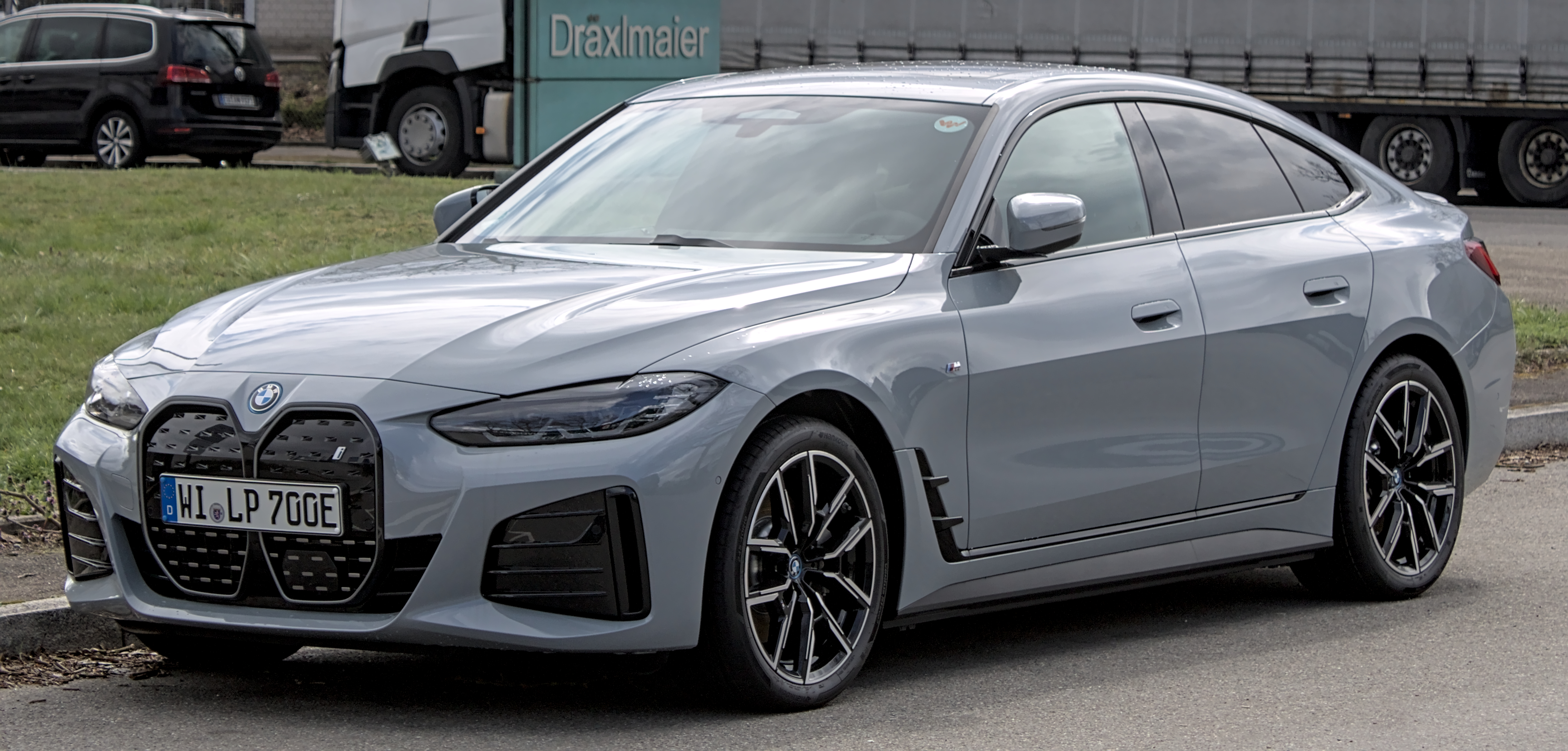
BMW i4

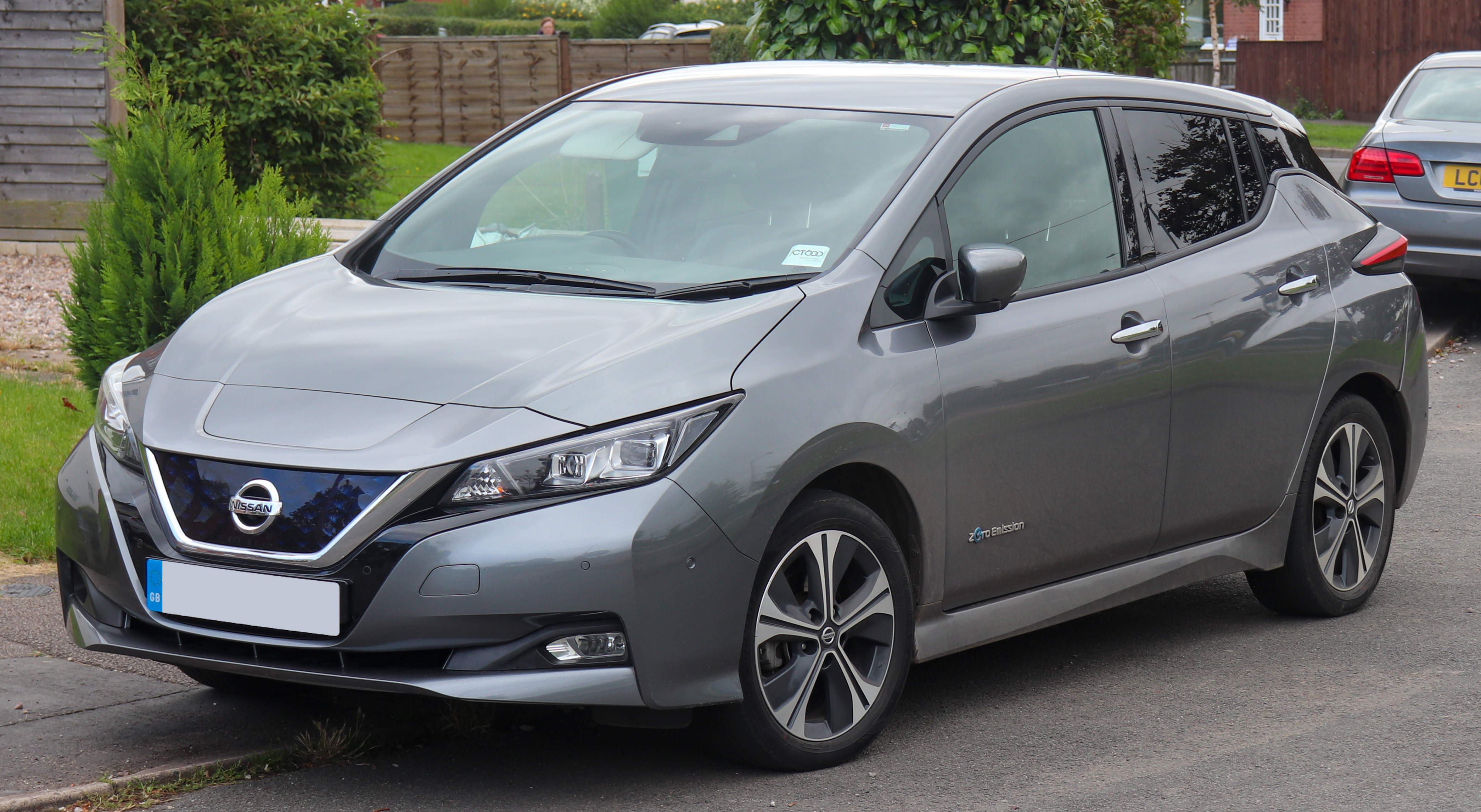
Nissan Leaf

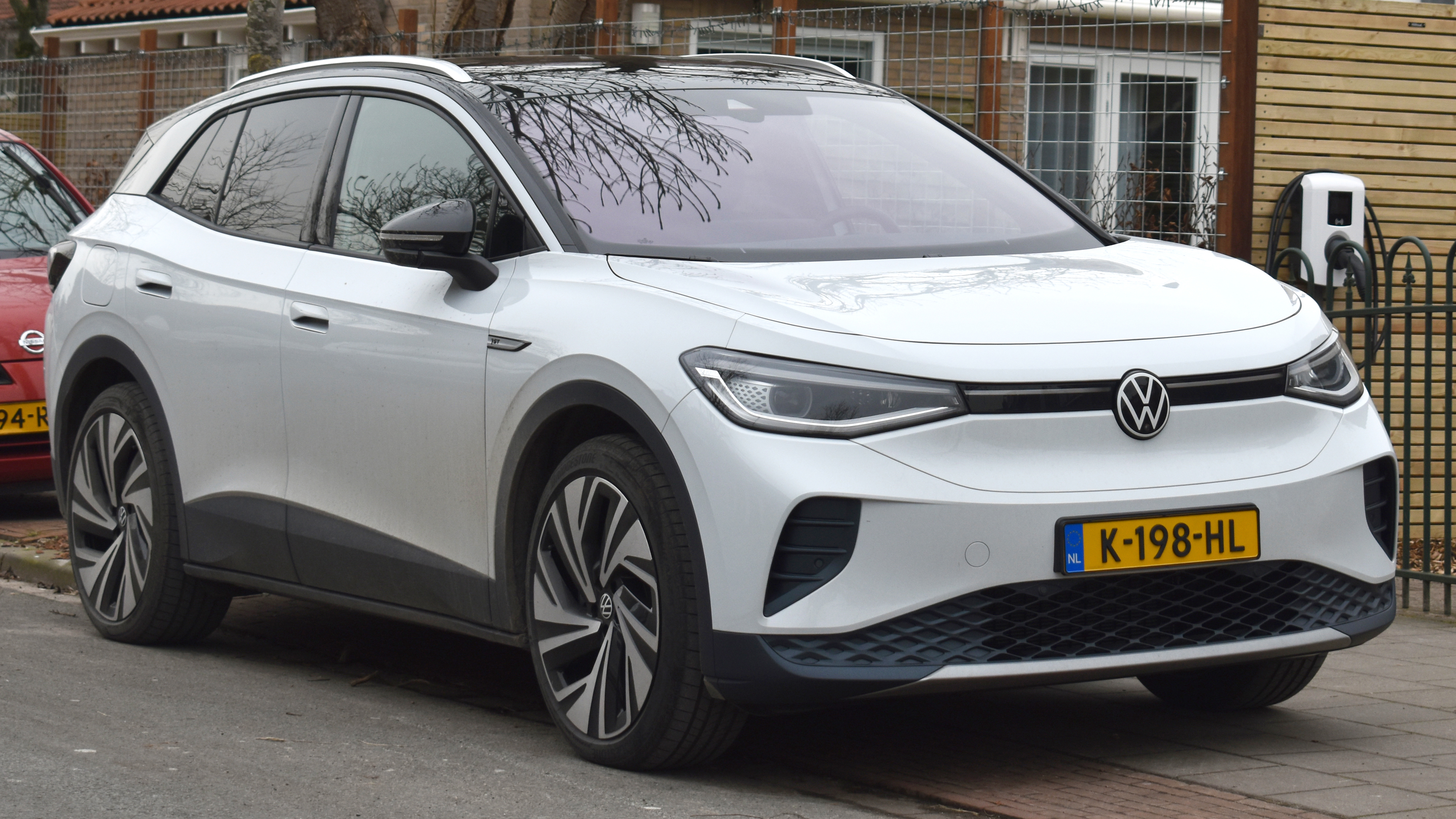
Volkswagen ID.4

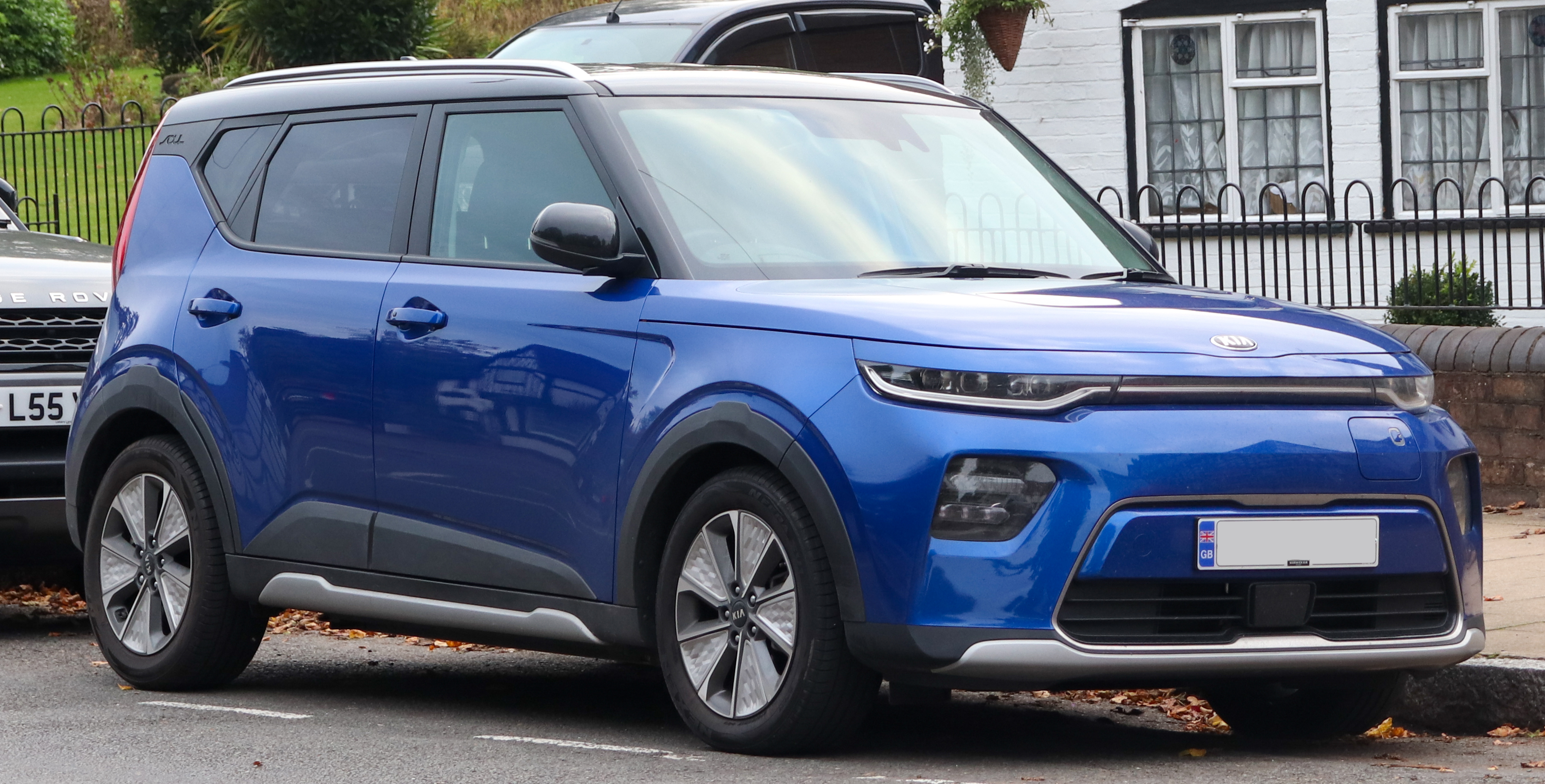
Kia Soul EV

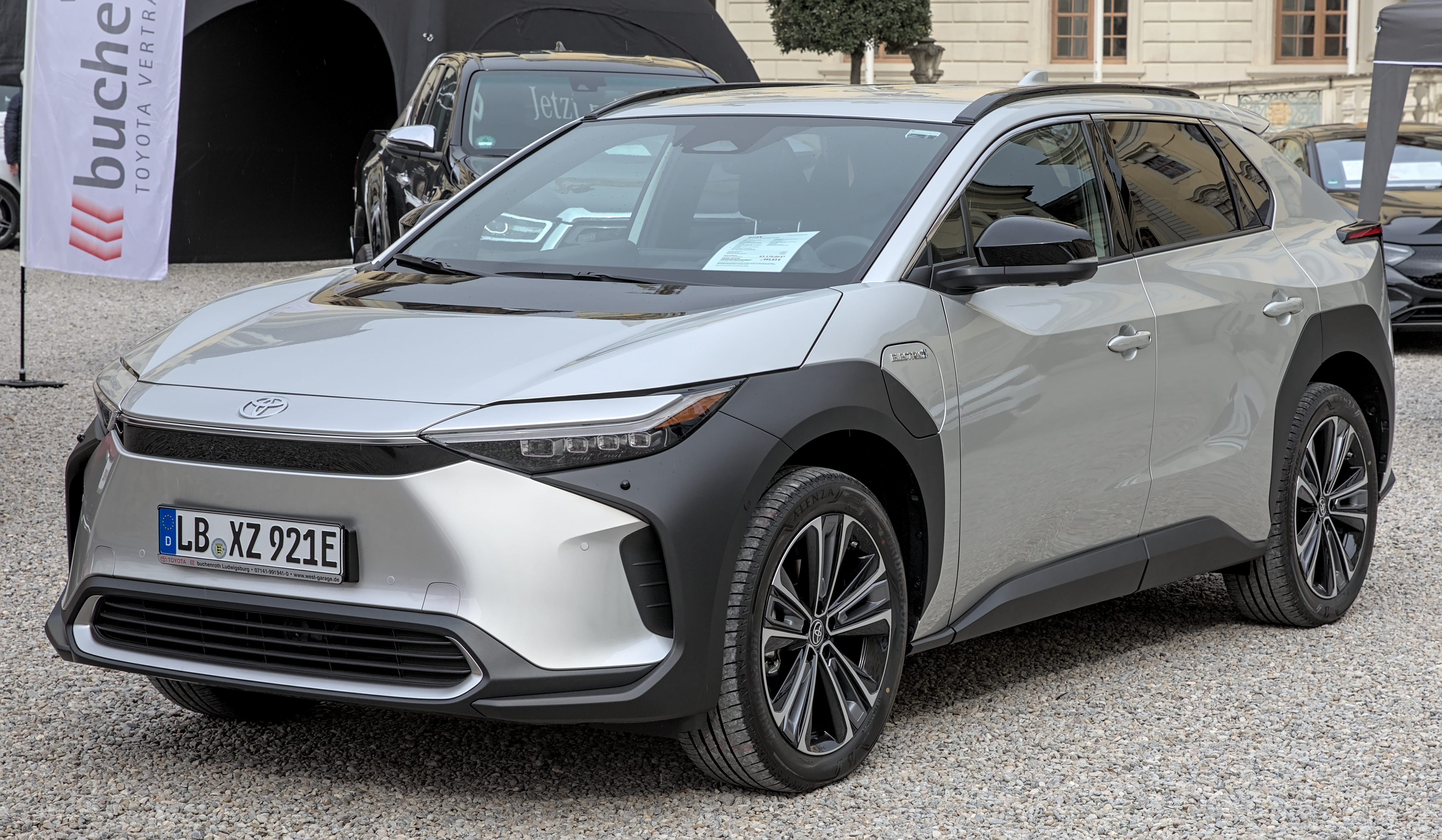
Toyota bZ4X

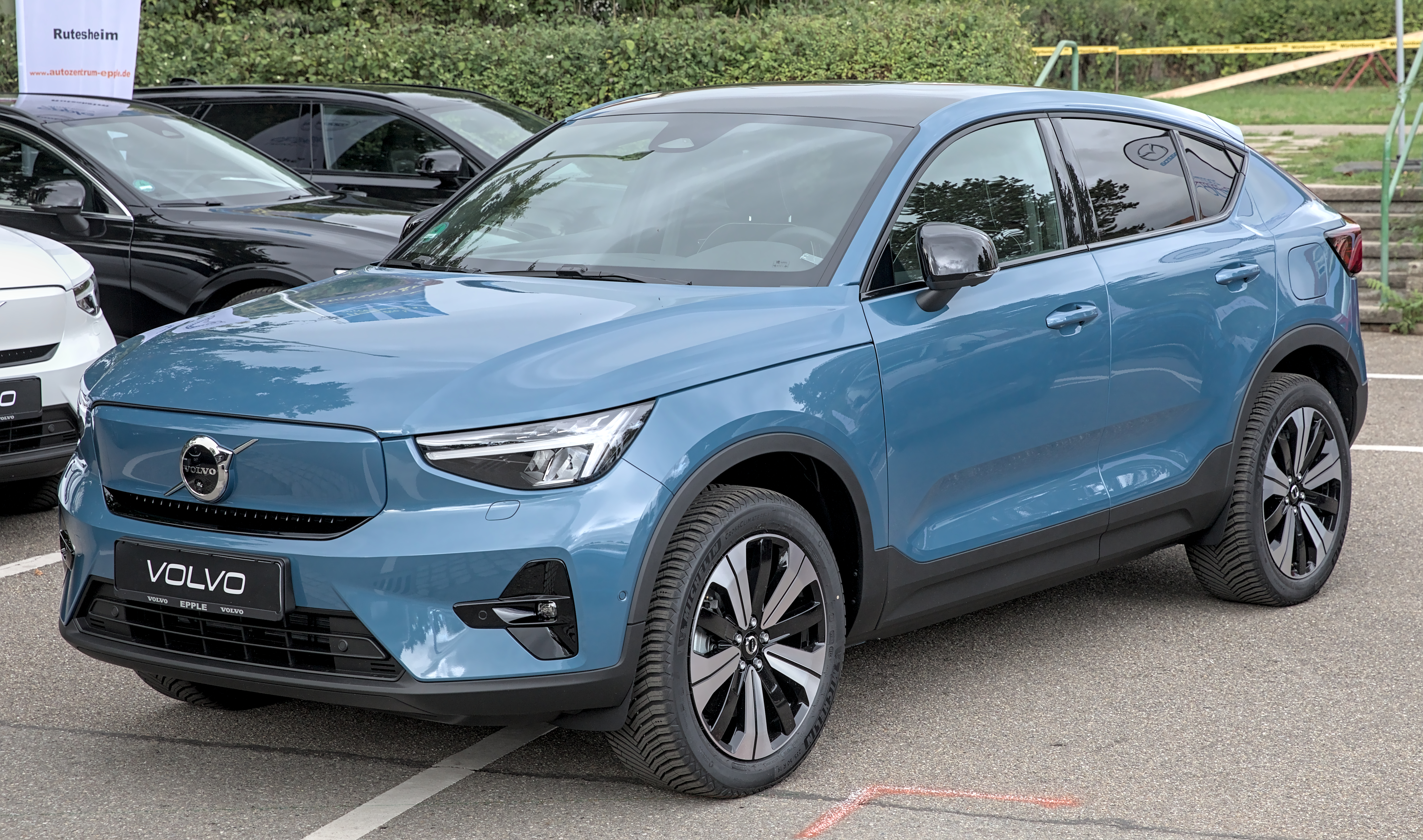
Volvo EC40

Az első, gyakorlatban alkalmazható elektromos autók az 1880-as években születtek. 1881-ben Gustave Trouvé bemutatta elektromos hajtású automobilját a párizsi elektromosság-konferencián. Az angol Thomas Parker 1884-ben megépítette a saját modelljét, saját tervezésű, újratölthető akkumulátorral. Az első igazi elektromos autónak azonban a Flocken Elektrowagent tartják, melyet a német Andreas Flocken talált fel 1888-ban.
A 19. század végén és a 20. század elején az elektromos autókat részesítették előnyben a benzinesekkel szemben, mert kényelmesebbek és könnyebben vezethetők voltak. A 20. század fordulójára mintegy 30 000 elektromos autó volt forgalomban. Az elektromos autók iránti érdeklődésnek a belső égésű motorok fejlődése, és – különösképpen az önindító megjelenésének köszönhetően – a benzinmotoros autók tömeggyártása vetett véget.

### A 20. században
Az EV1 jelű kétajtós, akkumulátoros kupékat még az 1990-es évek közepén mutatta be a világ akkori legnagyobb autógyártója, a General Motors. 1996-tól néhány száz példányt le is gyártottak a típusból. 2003-ig sokan használhatták Kalifornia és Arizona állam lakosai közül némi havi bérleti díj fejében, de egyetlen példányt sem adtak el, így a program lezárása után az összes autót visszahívták a GM-hez, ahol a többségüket megsemmisítették. Többen próbálták megmenteni szeretett járművüket a pusztulástól, de fenntarthatósági okokra hivatkozva a GM nem akart foglalkozni a fejlesztéssel.[forrás?]

### A 21. században
Az autók elterjedésében kulcsszerepet játszik a feltöltés módja. Az egyik első kereskedelmi forgalomban kapható hálózatról tölthető autó a BYD F3DM volt, amely még nem elektromos, hanem hibrid üzemű, és Kínában forgalmazták 2008. december 15-től.
A 2000-es évek egyik első, sorozatban gyártott elektromos autója a REVAi, egy indiai elektromos mopedautó volt, amelyet 2001 és 2012 között gyártottak. Noha 26 országban forgalmazták és több mint 4000 darabot adtak el belőle, a legtöbb országban nem tekintették személygépkocsinak: elektromos kvadriciklinek (négykerekű "motorkerékpár") sorolták be, egyedül az USA-ban ismerték el (csökkentett végsebességgel) elektromos lassú járműnek. A maga idején (2008-ban) a REVA a volt a legnagyobb számban előállított elektromos jármű, és ekkor többet állítottak elő belőle, mint az összes többi márkából együttvéve.
2006 júliusában az USA-ban 60 ezer és 76 ezer közötti akkumulátoros lassú jármű volt használatban a 2004-es 54 ezerrel szemben, az Elektromos Közúti Hajtások Szövetségének becslése szerint.[forrás?]
Az új technológia elterjedését számos tényező lassította, és az autók elektromos meghajtásának jövőjét akkor még sokan vitatták. Ugyanakkor egyes piaci szereplők már akkor is a jövő technológiáját és üzletét látták az elektromos autók gyártásában. Az amerikai Tesla Motors 2003-ban azzal a céllal jött létre, hogy elektromos autókkal törjön be a nemzetközi piacra. A cég első modellje, a Tesla Roadster sorozatgyártása 2008. március 17-én kezdődött el. A roadster lítiumion-akkumulátort használ, szemben a régi ólom akkumulátorokkal, amit régebben a kisebb elektromosautó-gyártó cégek használtak fel. Az autónak 6831 akkumulátorcellája van, aminek segítségével 394 km-t tud megtenni feltöltésenként, ami átszámítva 1,74 l/100 km-es üzemanyag-hatékonyságnak felel meg. A 0–100 km/h gyorsulást 4 másodpercen belül teljesíti, míg végsebessége 210 km/h.
A kialakuló új piacra saját modelljeikkel a 2010-es évek elejétől kezdve beléptek az autóipart meghatározó nagy gyártók is. A Mitsubishi Japánban már 2009-ben megjelent a piacon Mitsubishi i-MiEV nevű elektromos modelljével, amit Európában 2010-ben kezdték forgalmazni a PSA-csoporttal való együttműködés keretében Peugeot iOn és Citroën C-Zero néven is. Az eddig legnagyobb számban eladott elektromos autó a Nissan–Renault szövetség által 2010-ben bemutatott Nissan Leaf, amelyből 2013 nyaráig 71 000 darabot adtak el. A szövetség másik tagja, a Renault 2013 nyaráig körülbelül 30 000 elektromos autót adott el. (Első elektromos modelljük a Renault Kangoo Z.E. volt, amelyet 2011 októberétől forgalmaztak.) Ezzel 2013-ig bezárólag a Renault volt az európai elektromosautó-piac vezető szereplője 61%-os piaci részesedéssel. Szintén 2010-ben jelent meg a General Motors Chevrolet Volt nevű modellje, ami azonban nem tisztán elektromos, hanem hibrid meghajtású volt. A Ford 2011-ben kezdte meg az elektromos Ford Focus Electric gyártását, majd 2013 júliusában a BMW is belépett a piacra, amikor egy tisztán elektromos meghajtású új modellt mutatott be, BMW i3 néven.
Németországban 2012-ben 3295 darab, 2013-ban 6290 darab, 2014-ben 8804 darab, 2015-ben 12 300 darab elektromos autót adtak el. Világszerte 540 000 hibrid vagy teljesen elektromos meghajtású személygépjárművet értékesítettek. Ez 70 százalékos emelkedés a 2014-es adathoz képest. Európában 2014-ben 97 000, 2015-ben 193 000 ilyen autót értékesítettek. Kínában 2014-ben 58 000, 2015-ben 191 000 elektromos autó kelt el. Az Amerikai Egyesült Államokban 2014-ben 120 000, 2015-ben 115 000 elektromos autót adtak el. A világ többi részén összesen 9000 elektromos autó talált gazdára 2014-ben, míg 15 000 darab 2015-ben.
2015-ben az elektromos autók száma globálisan átlépte az 1 millió darabot, év végén már majdnem 1,26 millió elektromos autó futott a világ útjain. Piaci részesedésük már hét országban több, mint egy százalékot tesz ki – így Dániában, az Egyesült Királyságban, Franciaországban, Hollandiában, Kínában, Norvégiában és Svédországban.
2018-ban az európai piacon, az akkumulátoropciókkal nem számolva, több mint 30 különböző típusú elektromos autó volt kapható újonnan vagy használtan, a hamarosan kapható és bemutatásra váró elektromos autókkal együtt ez a szám majdnem eléri az 50-et. Emellett a kínai piacon már több mint 100 elektromosautó-modell létezik.

## Klímavédelmi szempontok
Az elektromos autók számos előnnyel járnak az belső égésű motoros autók cseréjekor, beleértve a levegőszennyezés jelentős csökkentését, mivel nem bocsátanak ki kipufogógázokat, például illékony szerves vegyületeket, szénhidrogéneket, szén-monoxidot, ózont, ólmot és különféle nitrogén-oxidokat. Bár a belső égésű motoros autókhoz hasonlóan az elektromos autók is részecskéket bocsátanak ki a gumiabroncsok és a fékek kopásából, amelyek károsíthatják az egészséget, azonban az elektromos autók regeneratív fékezése lényegesen kevesebb fékport jelent. A fosszilis tüzelőanyagok beszerzése (az olajkúttól a benzintartályig) további károkat, valamint erőforrás-felhasználást okoz a kitermelési és finomítási folyamatok során.
A kibocsátott szén-dioxid mennyisége az áramforrás kibocsátásától és a jármű hatásfokától függ. A hálózatból származó villamos energia esetében az életciklus-kibocsátás a széntüzelésű energia arányától függően változik, de mindig kisebb, mint az belső égésű motoros autóké.
Becslések szerint a töltési infrastruktúra kiépítésének költsége kevesebb, mint 3 év alatt megtérül az egészségügyi költségmegtakarítás révén. Egy 2020-as tanulmány szerint a lítiumkínálat és lítiumkereslet egyensúlyának megteremtéséhez az évszázad hátralévő részében jó újrahasznosítási rendszerekre, jármű-hálózati integrációra és alacsonyabb lítium-intenzitású szállításra lesz szükség.
Egyes aktivisták és újságírók aggodalmukat fejezték ki amiatt, hogy az elektromos autók hatása kevés a klímaválság leküzdéséhez, összehasonlítva más, kevésbé népszerű módszerekkel. Ezek az aggodalmak nagyrészt a mégkisebb szén-dioxid-kibocsátású és hatékonyabb közlekedési módokra összpontosulnak, mint például az aktív mobilitás, a közösségi közlekedés és az e-robogók, valamint az elsősorban az autókra tervezett közlekedési rendszer megváltoztatása.

## Töltés
Az elektromos autók töltése egy szemléletmódbeli váltást igényel. Az autósok az akkumulátort az esetek többségében nem akkor töltik, amikor az teljesen lemerült, hanem akkor, amikor az autó egyébként is áll. Így a töltésre a mindennapokban nem kell extra időt fordítani, minden reggel vagy minden munkanap végén teletöltött akkumulátorral lehet elindulni. Ilyen esetekben csak az elhasznált energiát kell pótolni, nem a teljesen lemerült akkumulátort kell nulláról feltölteni. Mivel ilyenkor 6-10 órát állhat az autó, nincs szükség nagy teljesítményű töltésre. Az autókhoz gyárilag biztosított (többnyire) 10 Amperes töltő (vagy helyesebben inkább EVSE - electric vehicle supply equipment, vagyis elektromos jármű ellátó berendezés) 8 óra alatt 100–120 km-nyi, vagyis kb. 18 kWh energiát képes pótolni. Aki 50–60 km-t autózik naponta átlagosan, az a szükséges energiát 4-5 óra alatt egy ilyenről is tudja tölteni. Ennél nagyobb napi futásteljesítmény esetén érdemes 7 vagy autótól és hálózattól függően 11 kW-os fali töltőt telepíteni, mert azokkal egy éjszaka vagy munkaidő alatt jóval több energia is pótolható.
Hosszabb utak esetén, amikor az otthon betöltött energia nem elegendő a teljes táv megtételére, az akkumulátor villámtöltőn 20-40 perc alatt is feltölthető. Ezeket a töltéseket érdemes az egyébként is tervezett vagy szükséges pihenőkre időzíteni (ebéd, mosdólátogatás, kávézás stb.). Ezek hossza a töltés nélkül is eléri általában a 15-20 percet (még ha ez az emberek többségének nem is tűnik fel). Ezalatt az autó elegendő energiát nyer a következő 150–350 km-re. Ezek a töltők többnyire 50 kW-osak, de egyre gyakoribbak a 100-150 kW-is, illetve a 350 kW-os töltők is. Fontos tudni, hogy az 50 kW-nál nagyobb teljesítményt csak az újabb autók egy része tudja kihasználni.
Töltési technológia szempontjából meg kell különböztetni az AC (váltakozó áramú) és a DC (egyenáramú) töltést. Míg az előbbinél az autó fedélzeti töltője alakítja a hálózati áramot (AC) az akkumulátorba is betölthető egyenárammá (DC), addig az utóbbi esetén az autó egyből egyenáramot kap a telepített készüléktől. Az egyenáram előnye, hogy sokkal nagyobb teljesítményt tud így fogadni az autó (minimum 40-50 kW), hátránya hogy az ilyen eszközök telepítése és üzemeltetése rendkívül költséges. Otthoni és munkahelyi használatra az AC töltők, míg a hosszútávú utazás segítéséhez a DC töltők alkalmasabbak.
A DC töltők között Európában két szabvány terjedt el. A CHAdeMO (ejtsd: sademo) a japán gyártók által kidolgozott, rendkívül egyszerű és megbízható technológia. Elsősorban a tisztán elektromos Nissan Leaf és a plugin hibrid Mitsubishi Outlander használja, és világszinten ehhez érhető el a legtöbb töltő. A CCS2 (Combined Charging System) az európai autógyártók fejlesztése, és így az EU preferált csatlakozó formátuma. Rendkívül sok lehetőséget biztosító szabvány egyelőre sok implementációs problémával. A nyilvános töltőkön a CCS2 támogatása Magyarországon előírás, míg a CHAdeMO csatlakozó opcionális.
Harmadik, zárt szabványként meg kell említeni a Tesla saját DC töltési csatlakozóját, ami a régebbi Model S és Model X esetén Európában is supercharger, a Model 3 és Model Y esetén CCS2 formátumú, ennek ellenére csak a Teslákkal működik, hacsak nincs megnyitva az adott töltőállomás más márkák számára is. Így hiába lehet fizikailag csatlakoztatni őket más autóhoz is, csak a Teslák töltése indul el velük. Amerikában egyre több autógyártó áttér a supercharger töltési szabványra (North American Charging Standard).

## Elterjedésének támogatása
A világ számos országa támogatja az elektromos járművek elterjedését. Norvégiában már döntöttek a fosszilis tüzelésű autók értékesítésének fokozatos megszüntetéséről, így 2025-től csak elektromos és hidrogén-üzemanyagcellás autókat lehet újonnan forgalomba helyezni. India 2030-ra szeretné elérni, hogy csak elektromos meghajtású járművek közlekedjenek határain belül, és ugyanezt a célt tűzte ki 2050-re több európai állam, így Hollandia, az Egyesült Királyság és Németország, illetve az USA nyolc tagállama (Connecticut, Kalifornia, Maryland, Massachusetts, New York, Oregon, Rhode Island és Vermont) valamint a kanadai Québec tartomány is.
Magyarországon Budapesten, Kaposváron, Székesfehérváron és Szolnokon a zöld rendszámtáblával ellátott elektromos autók tulajdonosainak nem kell fizetniük a parkolásért.
2018-tól a Nemzetgazdasági Minisztérium maximálisan 1,5 millió forintos állami támogatással támogatja az új elektromos autó vásárlásokat. A támogatást a nonprofit állami cég, az e-mobi Archiválva 2019. február 20-i dátummal a Wayback Machine-ben biztosítja és szervezi.

## Sport
2014 óta rendezik meg a Formula–E bajnokságot elektromos autók számára, a Formula–1 mintájára.
2017-ben már a Dakar-rali több mint 9000 kilométeres távját is sikerült teljesen elektromos autóval teljesíteni.